# Invasión (serie de televisión de 2021)
Invasion es una serie de televisión estadounidense de ciencia ficción creada por Simon Kinberg y David Weil. Se estrenó en Apple TV+ el 22 de octubre de 2021. La serie ha recibido una respuesta crítica mixta. En diciembre de 2021, la serie fue renovada por una segunda temporada, cuyo estreno fue el 23 de agosto de 2023.

## Premisa
Una invasión alienígena es vista a través de las diferentes perspectivas de varias personas en diferentes continentes de todo el mundo.

## Reparto

### Principal
- Golshifteh Farahani como Aneesha Malik
- Shamier Anderson como Trevante Cole
- Shiori Kutsuna como Mitsuki Yamato
- Firas Nassar como Ahmed "Manny" Malik (temporada 1)
- Aziz Capkurt como Kuchi
- Billy Barratt como Caspar Morrow
- Azhy Robertson como Luke Malik
- Tara Moayedi como Sarah Malik
- Daisuke Tsuji como Kaito Kawaguchi (temporada 1)
- Sam Neill como el Sheriff Jim Bell Tyson (temporada 1)
- India Brown como Jamila Huston (temporada 2; recurrente: temporada 1)
- Paddy Holland como Montgomery (Monty) Cuttermill (temporada 2; recurrente: temporada 1)
- Enver Gjokaj (temporada 2 )
- Naian González Norvind (temporada 2)
- Nedra Marie Taylor (temporada 2)

### Recurrentes
- Rinko Kikuchi como Hinata
- Togo Igawa como Ikuro Murai
- Anamaria Marinca como Dra. Chapman
- Tamara Lawrance como Learah
- Louis Toghill como Darwin Charles
- Cache Vanderpuye como Alfie Ademura

## Producción

### Desarrollo
Apple dio una orden para diez episodios en enero de 2019 con Simon Kinberg y David Weil creando, escribiendo y produciendo ejecutivamente la serie, con Audrey Chon también produciendo ejecutivamente.Deadline informó de que Chad Feehan fue contratado brevemente como showrunner "por necesidad", pero pronto abandonó la serie en septiembre de 2019.
Cuando se anunció la reanudación del rodaje, se dijo que Jakob Verbruggen era el director y productor ejecutivo de la serie, con Amy Kaufman, Andrew Baldwin y Elisa Ellis también como productores ejecutivos; sin embargo, informes posteriores afirmaron que Amanda Marsalis también había dirigido algunos episodios de la serie.  Según los informes, Invasión cuenta con un presupuesto de 200 millones de dólares. El 8 de diciembre de 2021, Apple renovó la serie por una segunda temporada.

### Reparto
Deadline reveló en agosto de 2020 que Neill, Anderson, Farahani, Nassar y Kutsuna iban a formar parte del reparto.

### Rodaje
En un principio estaba previsto que el rodaje comenzara a mediados de 2019 con Kinberg como director, pero se retrasó debido a su trabajo en el largometraje The 355. Según un informe de Deadline, Invasión tenía previsto rodar en Nueva York, Manchester, Marruecos y Japón". Se habían rodado partes de la serie en Nueva York y Marruecos, y los productores estaban preparando el rodaje en el Reino Unido cuando a mediados de marzo comenzó el parón de la industria relacionado con el coronavirus". En febrero de 2021, se rodó en Greenwich, uno de los últimos lugares de rodaje de la serie.  El rodaje de la primera temporada concluyó el 15 de marzo.

## Estreno
La serie se estrenó el 22 de octubre de 2021, con el lanzamiento de sus tres primeros episodios; la primera temporada concluyó el 10 de diciembre de 2021.

### Recepción
El sitio web agregador de reseñas Rotten Tomatoes reportó un 47% de aprobación con una calificación promedio de 5,4/10, basada en 36 reseñas de críticos. El consenso de los críticos del sitio web dice: "Invasión intenta una combustión lenta, pero inadvertidamente deja que su tensión se desvanezca por completo con un ritmo plomizo que dejará a los espectadores impacientes por que finalmente llegue el apocalipsis alienígena". Metacritic, que utiliza una media ponderada, le asignó una puntuación de 51 sobre 100 basada en 15 críticas, lo que indica "críticas mixtas o medias".
Daniel Fienberg, escribiendo para The Hollywood Reporter, dijo que "Invasión roza los 10 episodios de montaje tan puro e insatisfactorio que un título mejor sería Evasión". Calificó la serie de "divertida al principio, luego molesta y, finalmente, simplemente confusa", pero alabó la actuación de Sam Neill.